# Schwalbea americana
Schwalbea americana – gatunek roślin z rodziny zarazowatych (Orobanchaceae) z monotypowego rodzaju Schwalbea. Zasięg obejmuje południowo-wschodnie Stany Zjednoczone od Luizjany po Florydę i Nowy Jork, przy czym w dużej części stanów, w których gatunek ten rósł – wyginął. Jest rośliną półpasożytniczą występującą w formacjach trawiastych, korzystającą z korzeni roślin różnych gatunków żywicielskich.

## Morfologia
PokrójBylina z prosto wzniesioną, okrągłą na przekroju łodygą. Pęd jest cały drobno owłosiony i ogruczolony.
LiścieSkrętoległe, siedzące, lancetowate i całobrzegie.
KwiatyOsadzone na krótkich szypułkach. Kielich rurkowaty, dwuwargowy, z nierównymi łatkami rozdzielonymi do połowy. Korona jest żółta lub purpurowa, silnie dwuwargowa, z długą rurką. Pręciki cztery, schowane w rurce korony. Zalążnia wąskojajowata.
OwoceTorebki zawierające liczne nasiona o łupinach z siateczkowatą skulpturą.

## Systematyka
Pozycja systematyczna
Gatunek z monotypowego rodzaju Schwalbea Pennell z rodziny zarazowatych Orobanchaceae, w której obrębie klasyfikowany jest do plemienia Cymbarieae.